# Achyropsis oxyuris
Achyropsis oxyuris är en amarantväxtart som beskrevs av Karl Suessenguth och Overkott. Achyropsis oxyuris ingår i släktet Achyropsis och familjen amarantväxter. Inga underarter finns listade i Catalogue of Life.